# Sint-Leokerk

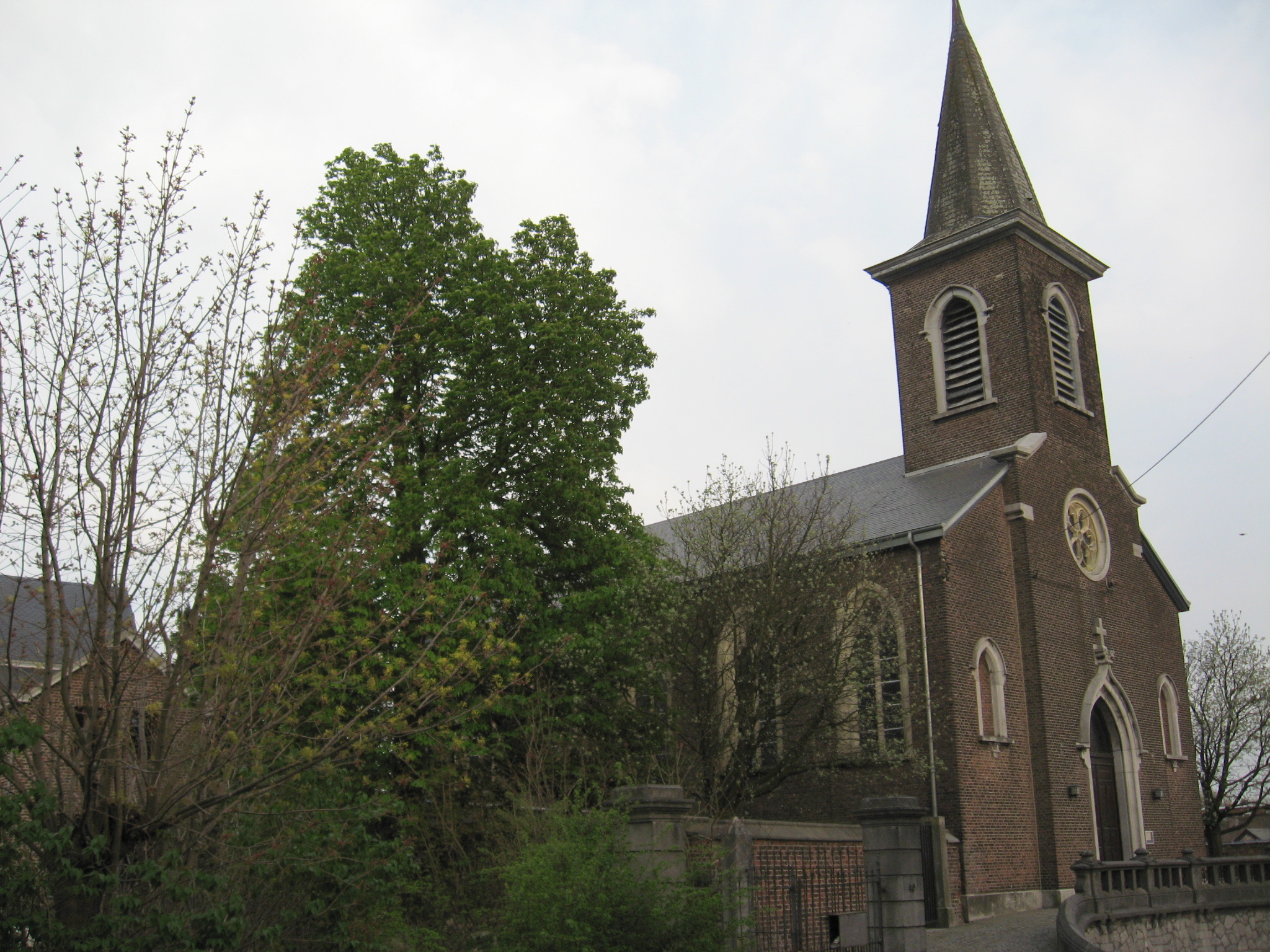
Sint-Leokerk

De Sint-Leokerk (Église Saint-Léon) is de oudste parochiekerk van Rocourt.

## Geschiedenis
De eerste kerk van Rocourt werd in 1237 gebouwd, vrijwel op dezelfde plaats waar zich het huidige kerkgebouw bevindt. Dit gebeurde in opdracht van ene ridder de Gothem en zijn vrouw, Ida de Golpen. Dezelfde ridder schonk in 1250 het tiendrecht van de parochie aan de Sint-Lambertuskathedraal te Luik. Aanvankelijk was de parochie ondergeschikt aan die van Liers, en pas in 1839 werd Rocourt een zelfstandige parochie, waar alle sacramenten mochten worden toegediend. Pas in 1657 werd een pastorie in gebruik genomen, waar een eigen priester kon verblijven. In 1862 werd deze pastorie door de huidige vervangen.
De bouw van de huidige kerk duurde van 1854-1858. In 1951 werd de Sint-Jozefsparochie afgesplitst van de Sint-Leonardusparochie.

## Gebouw
Het betreft een driebeukige bakstenen kerk in eenvoudige neogotische stijl. De geveltoren heeft een achtzijdige ingesnoerde naaldspits.

## Opmerking
De patroonheilige is waarschijnlijk de (heilig verklaarde) paus Leo III.